# Hemoglobina glikowana
Hemoglobina glikowana (inaczej glikohemoglobina, GHB) powstaje wskutek glikacji globiny, która jest podstawowym składnikiem budowy hemoglobiny.
Istnieją różne frakcje hemoglobiny glikowanej, jednak wyłącznie frakcja HbA1C znalazła zastosowanie w diagnostyce cukrzycy. Zawartość na poziomie 6,5% jest równoznaczne z rozpoznaniem cukrzycy. Powstaje ona wskutek przyłączenia cząsteczki glukozy do N-końcowej grupy aminowej łańcucha β-globiny.
Ponieważ błona erytrocytu jest przepuszczalna dla glukozy, ilość zawartej w nim hemoglobiny glikowanej odzwierciedla średnie stężenie glukozy we krwi w ciągu poprzednich 120 dni (czyli średniego czasu życia erytrocytu). Jest to przydatny retrospektywny wskaźnik glikemii, ponieważ istnieje związek między stężeniem glikohemoglobiny i średnią glikemią oraz ryzykiem powstania przewlekłych powikłań cukrzycowych.
| HbA1c (%) | Średnie stężenie glukozy w surowicy mg% (mmol/l) |
| --------- | ------------------------------------------------ |
| 6         | 126 (7,0)                                        |
| 7         | 154 (8,6)                                        |
| 8         | 183 (10,2)                                       |
| 9         | 212 (11,8)                                       |
| 10        | 240 (13,4)                                       |
| 11        | 269 (14,9)                                       |
| 12        | 298 (16,5)                                       |

Interpretacja wyniku i normy tego badania jest określana przez okresowo opracowywane eksperckie zalecenia, które są publikowane przez towarzystwa naukowe (w Polsce Polskie Towarzystwo Diabetologiczne, na świecie American Diabetes Association). Prawidłowy poziom HbA1c u zdrowej osoby wynosi około 5%. Dla osób z cukrzycą PTD zaleca, aby wynik ten był równy lub poniżej 6,1–6,5%. Według szczegółowych zaleceń PTD z 2010 roku docelowy poziom HbA1c powinien wynosić:
- ≤ 6,5% u pacjentów z cukrzycą typu 1 i 2 o krótkim czasie trwania choroby
- ≤ 6,1% w cukrzycy ciężarnych

| HbA1c    | Diagnoza             |
| -------- | -------------------- |
| < 5,7%   | Norma                |
| 5,7–6,4% | Stan przedcukrzycowy |
| > 6,5%   | Cukrzyca             |

Ze względu na różne metody oznaczania, wartość progowa może się różnić między laboratoriami i zależy od stosowanej metody oznaczenia.
Podwyższone poziomy hemoglobiny glikowanej świadczą o złym wyrównaniu cukrzycy co wiąże się z podwyższonym ryzykiem rozwoju powikłań cukrzycy. Im stężenie hemoglobiny glikowanej jest wyższe, tym ryzyko rozwoju tych powikłań jest większe.
Oznaczenia HbA1C mogą dawać niewiarygodne wyniki:
- przy obecności we krwi formy aldiminowej HbA1C
- przy wariantach hemoglobiny powstających pod wpływem leków, alkoholu i w mocznicy
- w hemoglobinopatiach
- przy skróceniu czasu przeżycia erytrocytów (np. niedokrwistość hemolityczna)
- w hipertrójglicerydemii, w hiperbilirubinemii
- u osób dializowanych
- u osób przyjmujących erytropoetynę (EPO)
- w marskości wątroby
- u osób zakażonych wirusem HIV oraz stosujących leki przeciwretrowirusowe
- w ciąży i okresie okołoporodowym. [3]

Badanie hemoglobiny glikowanej powinno wykonywać się co 3 miesiące, a przy stabilnym przebiegu choroby oraz dobrym wyrównaniu metabolicznym raz na pół roku.

## Sposób wykonania badania
Badanie HbA1c wykonuje się z pełnej krwi żylnej pobranej na EDTA. Badanie nie musi być wykonywane na czczo.
Istnieje kilka metod oznaczania HbA1c, lecz rekomendowana jest wysokosprawna chromatografia cieczowa (HPLC).